# سرفل أكسكي
سرفل أكسكي (الاسم العلمي:Chaerophyllum aksekiense) هو نوع من النباتات يتبع جنس السرفل من الفصيلة الخيمية.